# Arie den Hartog
Arie den Hartog (Zuidland, Bernisse, Holanda del Sud, 23 d'abril de 1941 - 7 de juny de 2018) va ser un ciclista neerlandès que fou professional de 1964 a 1970.
En el seu palmarès destaca la victòria a la Volta a Catalunya de 1966, en la Milà-Sanremo de 1965 i en l'Amstel Gold Race de 1967
Un cop es retirà de la vida esportiva regentà una botiga de bicicletes a Nieuwstadt.

## Palmarès
- 1963
  - 1r a l'Omloop der Kempen
- 1964
  - 1r del Gran Premi de Bèlgica
  - 1r de la París-Camembert
  - 1r de la Volta a Luxemburg i vencedor d'una etapa
  - 1r del Tour de l'Herault
  - Vencedor d'una etapa de la Ruta del Sol
  - Vencedor d'una etapa de la Volta a Llevant
  - Vencedor d'una etapa de la Bicicleta Eibarresa
- 1965
  - 1r de la Milà-Sanremo
  - 1r al Critèrium d'Alvèrnia
- 1966
  -  1r de la Volta a Catalunya i vencedor d'una etapa
  - Vencedor d'una etapa de la Volta a Bèlgica
- 1967
  - 1r a l'Amstel Gold Race
  - 1r al Gran Premi Petit Varois

### Resultats al Tour de França
- 1966. 45è de la classificació general
- 1968. 26è de la classificació general

### Resultats a la Volta a Espanya
- 1967. 13è de la classificació general